# Roberto Juarroz
Roberto Juarroz (né le 5 octobre 1925 à Coronel Dorrego dans la province de Buenos Aires, Argentine - mort le 31 mars 1995 à Buenos Aires) est un poète argentin, considéré comme un des poètes majeurs de ce temps, dont l'œuvre est rassemblée sous le titre unique de « Poesía vertical ». Seul varie le numéro d’ordre, de recueil à recueil : Segunda, Tercera, Cuarta… Poesía Vertical. Nul titre non plus à aucun des poèmes qui composent chaque recueil.
Par ce titre unique et chargé de sens de « Poésie Verticale » qu'il a donnée à toute son œuvre depuis son premier livre, Roberto Juarroz a cherché à traduire la verticalité de la transcendance, « bien entendu incodifiable », précise-t-il dans un entretien. Sa poésie est une poésie différente, un langage de débuts et de fins, mais en chaque moment, en chaque chose. La verticalité s'exprime vers le bas et vers le haut, chaque poème se convertissant en une présence qui représente ce double mouvement, cette polarité qui définit la parole de l'homme lorsque cette parole ne se situe pas dans des limites conventionnelles.
Juarroz, en choisissant de donner ce titre unique à chacun de ses recueils, et en ne donnant pas de titre à ses poèmes, a voulu d'une certaine façon tendre vers l’anonymat des couplets ou des refrains populaires que l’on répète sans en connaître l’auteur, depuis longtemps disparu et oublié. Il explique qu'il a fait ce choix, parce que, selon lui « chaque titre, surtout en poésie, est une espèce d’interruption, un motif de distraction qui n’a pas de vraie nécessité. Sans titre, le recueil s’ouvre directement sur les poèmes, un peu comme ces tableaux dont l’absence de titre vous épargne les détours de l’interprétation ».
Dans l'un de ses derniers recueils, Treizième poésie verticale, publié en 1993, Roberto Juarroz forme le vœu de parvenir à « dessiner les pensées comme une branche se dessine sur le ciel ».

## Biographie
Roberto Juarroz était le fils du chef de gare de la petite ville de Coronel Dorrego, dans la Pampa Húmeda proche de Buenos Aires. Il a d'abord suivi des études de lettres et de philosophie à l’Université de Buenos Aires, où il s’est spécialisé dans les sciences de l’information et de la bibliothéconomie. Il s'est ensuite rendu en France pour poursuivre ses études à la Sorbonne à Paris, où il obtient des diplômes en philosophie et en littérature.
Après avoir publié son premier recueil de « Poesia vertical » à compte d’auteur en 1958, il a dirigé, avec le poète Mario Morales, la revue « Poesia=Poesia » (20 numéros de 1958 à 1965), diffusée dans toute l'Amérique latine, tout en collaborant à de nombreux journaux, revues et périodiques. Il sera notamment critique littéraire du quotidien « La Gaceta » et critique cinématographique de la revue « Esto Es ». Dans un entretien avec Jacques Meunier, publié en avril 1993 dans Les Lettres françaises, Juarroz précise, à propos de la revue de poésie qu'il a dirigée : « Nous voulions défendre, avec ce titre-manifeste, l’idée que la poésie n’est égale qu’à elle-même, qu’elle ne peut être politique, sociologique ou philosophique ». Dans cette revue, il a publié de nombreux auteurs sud-américains, d’Octavio Paz à Antonio Porchia, ainsi que des traductions. Il s’y est révélé fin découvreur et subtil traducteur de poètes étrangers, notamment Paul Éluard ou Antonin Artaud.
En dehors de son œuvre poétique, Roberto Juarroz a publié divers essais sur la poésie, parmi lesquels on peut citer : « Poésie et création » (Dialogue avec Guillermo Boido) ; « Poésie et Réalité » ; « Poésie, littérature et herméneutique » (Conversations avec Teresita Saguí). Ses réflexions sur la poésie étaient d'une telle cohérence qu'il semblait parfois difficile de l'écarter de son discours.
Entre 1971 et 1984, il a été directeur du Département de Bibliothéconomie et de Documentation à l’Université de Buenos Aires.
Contraint à l’exil sous le régime de Perón, il fut pendant quelques années expert de l’Unesco dans une dizaine de pays de l’Amérique latine.
En janvier 1991, les « Rencontres des Écritures Croisées », organisées chaque année à Aix-en-Provence, ont rendu hommage à Roberto Juarroz, qui a profité de sa venue en France pour faire des lectures de ses poèmes au Centre national d'art et de culture Georges-Pompidou à Paris, et à la Villa Gillet à Lyon.

## Son œuvre
La poésie de Roberto Juarroz constitue une experience créatrice unique dans le domaine de la poésie moderne en langue espagnole.
Pour saisir la vision poétique particulière de Roberto Juarroz, il faut avoir à l’esprit une démarche proche de celle du poète romantique allemand Novalis (1772-1801), dont l'éducation religieuse stricte traverse l'œuvre et pour lequel la poésie est l’absolu réel, qui existe indépendamment de toutes conditions. Novalis unit le mysticisme à une explication allégorique de la nature. Chez Roberto Juarroz il n’y a pas d’approche théologique mais plutôt une démarche métaphysique, c’est-à-dire une approche transpoétique de l’être en tant qu’être placé dans un « infini sans nom ».
L'œuvre de Roberto Juarroz répond à « une sorte de loi de la gravité paradoxale », selon sa propre expression. Il explique que très tôt dans sa vie, il a eu le sentiment qu’il y avait en l’homme une tendance inévitable vers la chute. L’homme doit tomber. Et l’on doit accepter cette idée presque insupportable, l’idée de l’échec, dans un monde voué au culte du succès. Mais, symétriquement de la chute, il y a dans l’homme un élan vers le haut. La pensée, le langage, l’amour, toute création participent de cet élan. Il y a donc un double mouvement de chute et d’élévation dans l’homme. « Entre ces deux mouvements, fait-il remarquer, il y a une dimension verticale ». La poésie qui l’intéresse possède l'audace pour atteindre ce lieu où se produit le double mouvement vertical de chute et d’élévation. Parfois on oublie l’une des deux dimensions. Ses poèmes tentent de rendre compte de cette contradiction vitale. Le poème agit comme un temps d'une autre dimension, un temps vertical. « C’est pourquoi, ajoute-t-il, Gaston Bachelard a écrit que le temps de la poésie est un temps vertical ».
Silvia Baron Supervielle, à propos du style de Roberto Juarroz, fait remarquer, dans un article de La Quinzaine littéraire (1er-15 avril 1993), publié après la parution des Douzième poésie verticale et  Treizième poésie verticale, que chez Juarroz « de même qu’ils s’énoncent lentement, avec force, comme si les syllabes qui les composent s’eussent prolongées à l’intérieur d’elles-mêmes pas à pas, comme ceux du pèlerin rythmés de son bâton, les mots montrent le haut et le bas, le recto et le verso, la lumière et l’obscurité de chaque chose ».
Roberto Juarroz précise que la poésie est « une méditation transcendantale du langage, une vie non fossilisée ou défossilisée du langage ».
« La poésie, affirmait-il, est une tentative risquée et visionnaire d’accéder à un espace qui a toujours préoccupé et angoissé l’homme : l’espace de l’impossible qui parfois semble aussi l’espace de l’indicible ».
Roberto Juarroz était un poète qui aura été salué par les plus importants de ses pairs : René Char, Vicente Aleixandre, Octavio Paz, Julio Cortázar, Philippe Jaccottet, entre autres… Pour Octavio Paz, « chaque poème de Roberto Juarroz est une surprenante cristallisation verbale : le langage réduit à une goutte de lumière », et il ajoute que Juarroz est « un grand poète des instants absolus ». Et Julio Cortázar affirme que les poèmes de Juarroz lui paraissent « les plus hauts et les plus profonds (l'un pour l'autre évidemment) qui aient été écrits en espagnol ces dernières années ». Et Antonio Porchia conclut, avec sa vision pénétrante que « dans ces poèmes chaque mot pourrait être le dernier, depuis le premier. Et cependant le dernier suit ».
L'œuvre de Roberto Juarroz été traduite en une vingtaine de langues étrangères.

## Œuvres

### Poésie
- Poesía Vertical, Buenos Aires, Equis, 1958.
- Segunda Poesía Vertical, Buenos Aires, Equis, 1963.
- Tercera Poesía Vertical, Préface de Julio Cortázar, Buenos Aires, Equis, 1965.
- Cuarta Poesía Vertical, Buenos Aires, Aditor, 1969.
- Quinta Poesía Vertical, Buenos Aires, Equis, 1974.
- Poesía Vertical (anthologie), Barcelona, Barral, 1974.
- Poesía Vertical (1958-1975), incluant Sexta Poesía Vertical, Caracas, Monte Avila, 1976.
- Poesía Vertical, Anthologie, Préface de Roger Munier, Buenos Aires, Carlos Lohlé, 1978.
- Poesía Vertical : Nuevos poemas, Buenos Aires, Mano de obra, 1981.
- Séptima Poesía Vertical, Caracas, Monte Avila, 1982.
- Octava Poesía Vertical, Buenos Aires, Carlos Lohlé, 1984.
- Novena Poesía Vertical - Décima Poesía Vertical, Buenos Aires, Carlos Lholé, 1987.
- Novena Poesía Vertical, Mexico, Papeles Privados, 1987.
- Poesía Vertical : Antología incompleta. Préface de Louis Bourne, Madrid, Playor, 1987.
- Undécima Poesía Vertical, Buenos Aires, Carlos Lohlé, 1988.
- Undécima Poesía Vertical, Valencia, Pretextos, 1988.
- Poesía Vertical, (1958-1975), Mexico, Universidad Nacional Autónoma, 1988.
- Duodécima Poesía Vertical, Buenos Aires, Carlos Lohlé, 1991.
- Poesía Vertical (Anthologie), Préface et choix de Francisco J. Cruz Pérez. Madrid, Visor, 1991.
- Poesía Vertical 1958-1982, Buenos Aires, Emecé, 1993.
- Poesía Vertical 1983-1993, Buenos Aires, Emecé, 1993.

### Essais
- Poesía y creación, Conversations avec Guillermo Boido, Buenos Aires, Carlos Lohlé, 1980.
- Poesía y realidad, Discurso de incorporación, Buenos Aires, Academia Argentina de Letras, 1987.
- Poesía y Iiteratura y hermenéutica, Conversaciones con Teresa Sagui, Mendoza, CADEI, 1987.
- Poesía y realidad, Valencia, Pre-Textos, 1992.

## Les traductions de son œuvre en français
- Poésie verticale (Poesía vertical, 1958), traduit de l'espagnol et préfacé par Fernand Verhesen. Bruxelles, Éditions Le Cormier, 1962.
- Poésie verticale II (Segunda poesía vertical, 1963), traduit de l'espagnol et préfacé par Fernand Verhesen. Bruxelles, Éditions Le Cormier, 1965, 44 p.
- Poésie verticale, extraits de Poesía vertical (1958), Segunda poesía vertical (1963) et de Tercear poesía vertical (1965), édition bilingue, traduit de l'espagnol par Fernand Verhesen. Lausanne, Éditions Rencontre 1967, 96 p.
- Poésie verticale IV (Cuarta poesía vertical, 1969), traduit de l'espagnol et préfacé par Fernand Verhesen. Bruxelles, Éditions Le Cormier, 1972, 56 p.
- Poésie verticale (I à IV), extraits de Poesía vertical (1958), Segunda poesía vertical (1963), Tercear poesía vertical (1965) et de Cuarta poesía vertical (1969), édition bilingue, traduit de l'espagnol par Fernand Verhesen. Mons, Éditions Talus d’approche, 1996, 240 p.
- Poésie verticale, 225 poèmes, traduit de l'espagnol et préfacé par Roger Munier. Paris, Éditions Fayard, « L’Espace intérieur » no 22, 1980, 256 p. — nouvelle édition augmentée de 52 poèmes : Éditions Fayard, « Poésie », 1989, 160 p.
- Poésie et création (Poesia y creación, 1980), dialogue avec Guillermo Boido, traduit de l'espagnol et préfacé par Fernand Verhesen. Le Muy, Éditions Unes, 1987, 160 p. - rééd. Corti, 2010
- Quinze poèmes, traduit de l'espagnol et préfacé par Roger Munier. Trans-en Provence, Éditions Unes, 1983, n. p. ; 2e édition : Le Muy, Éditions Unes, 1986, 32 p.
- Nouvelle poésie verticale, traduit de l'espagnol par Roger Munier. Paris, Éditions Lettres vives, « Terre de poésie » no 2, 1984, 46 p.
- Neuvième poésie verticale (Novena poesía vertical, 1987), traduit de l'espagnol par Roger Munier. Béthune, Éditions Brandes, 1986.
- Dixième poésie verticale (Décima poesía vertical, 1987), traduit de l'espagnol par François-Michel Durazzo. Paris, Éditions José Corti, « Ibériques », 2012.
- Poésie verticale, édition bilingue, traduit de l'espagnol par Roger Munier, aquarelle de Lucie Ducel. Paris, Éditions M. D., 1987.
- Poésie verticale, traduction collective de l’espagnol, relue et complétée par Jacques Ancet, J. L. Clavé, Claude Esteban, Fernand Verhesen et Saúl Yurkievich, préface de Jean-Louis Giovannoni. Luzarches, Éditions Royaumont, « Les Cahiers de Royaumont » no 9, 48 p. / fonds repris par les Éditions Creaphis, Grâne.
- Poésie et réalité (Poesia y realidad, 1987), discours d'intronisation, traduit de l'espagnol par Jean-Claude Masson. Paris, Éditions Lettres vives, « Terre de poésie » no 9, 1987, 56 p.
- Onzième poésie verticale, Vingt-cinq poèmes (Undecima poesía vertical), édition bilingue, traduit de l'espagnol et préfacé par Fernand Verhesen. Bruxelles, Éditions Le Cormier, 1989, — réédition : Paris, Éditions Lettres vives, « Terre de poésie » no 13, 1990, 64 p.
- Poésie verticale, Trente poèmes, édition bilingue, traduit de l'espagnol par Roger Munier. Le Muy, Éditions Unes, 1991, 70 p.
- Onzième poésie verticale, Trente poèmes, traduit de l'espagnol et préfacé par Fernand Verhesen. Châtelineau, Belgique, 1992.
- Fidélité à l’éclair, Conversations avec Daniel Gonzáles Dueñas et Alejandro Toledo (La fidelidad al relámpago. Una conversación con Roberto Juarroz, 1990), traduit de l'espagnol par Jacques Ancet. Paris, Éditions Lettres vives, « Terre de poésie » no 40, 001, 80 p.
- Douzième poésie verticale (Duodécima poesía vertical, 1991), présentation de Michel Camus, édition bilingue, traduit de l'espagnol par Fernand Verhesen. Paris, Éditions La Différence, « Orphée » no 147, 1993, 192 p.
- Roberto Juarroz et Michel Camus (présentation) (trad. Roger Munier, édition bilingue), Douzième poésie verticale [« Duodécima poesía vertical »], Paris, la Différence (no 147), 1993, 232 p. (ISBN 978-2-729-10883-0).
- Poésie verticale I à IV, traduction Fernand Verhesen, Talus d'approche, Soignies, (Belgique), 1996.
- (en) Roberto Juarroz et Silvia Baron Supervielle (trad. Silvia Baron-Supervielle), Fragments verticaux, Paris, J. Corti, 1993 (réimpr. 2002), 173 p. (ISBN 978-2-714-30500-8, OCLC 416057202).
- Roberto Juarroz (trad. Silvia Baron Supervielle, préf. Laura Cerrato), Quatorzième poésie verticale : édition bilingue [« Decimocuarta poesía vertical »], Paris, J. Corti, coll. « Ibériques », 1997, 286 p. (ISBN 978-2-714-30605-0).
- Roberto Juarroz (trad. Jacques Ancet), Quinzième poésie verticale [« Decimoquinta poesía vertical »], Paris, José Corti, coll. « Ibériques », septembre 2002, 96 p. (ISBN 978-2-714-30786-6).

## Quelques poèmes
« Y aura-t-il un rythme dans la mort,
au moins un rythme ?
Peut-il y avoir quelque chose sans rythme ?
Toute l’énigme, sans doute,
consiste à le trouver.
Nous pouvons commencer
par le silence ».
(Roberto Juarroz, Quinzième poésie verticale, traduction de Jacques Ancet, José Corti 2002)
«On frappe à la porte.
Mais les coups résonnent au revers,
Comme si quelqu’un frappait de l’intérieur.
Serait-ce moi qui frappe ?
Peut-être les coups de l’intérieur
Veulent-ils couvrir ceux de l’extérieur ?
Ou bien la porte elle-même
a-t-elle appris à être le coup
pour abolir les différences ?
Ce qui importe est que l’on ne distingue plus
frapper d’un côté
et frapper de l’autre ».
(Roberto Juarroz, Onzième Poésie Verticale, éditions Lettres vives, collection Terre de poésie, page 6).
« Ils étaient pour un autre monde
Tout dialogue, rompu.
Tout amour, rapiécé.
Tout jeu, marqué.
Toute beauté, tronquée.
Comment sont-ils arrivés jusqu’ici ?
Tout dialogue, verbe.
Tout amour, sans pronoms.
Tout jeu, sans règles
Toute beauté, offrande.
Il y a sans doute une faille
dans l’administration de l’univers
Des créatures erronées ?
Des mondes égarés ?
Des dieux irresponsables ?
Ils étaient pour un autre monde ».
(Roberto Juarroz, Quatorzième poésie verticale, édition bilingue, traduction de Silvia Baron Supervielle, José Corti 1997, p. 35)

## Citations
- « La nudité est antérieure au corps, et le corps quelquefois s'en souvient ». (Roberto Juarroz).
- « Le sommeil est un amour perdu ». (Roberto Juarroz).
- « Le rêve possède en son fond une bobine encapsulée où il conserve avec une étrange précaution un repli avec le fil qui l'unit à la veille ». (Roberto Juarroz, 11e poème vertical).
- "Tout communique avec quelque chose [...] Absolument isolé, / un zéro n'existerait même pas."

## Anthologies
On trouve des poèmes de Roberto Juarroz dans les revues et ouvrages :
- Les Cahiers du Sud, no 356, 1960 ;
- Le Journal des poètes no 3, (trois poèmes extraits de Poesía Vertical (1958), traduction de Fernand Verhesen, Bruxelles), mars 1962./ no 4, 1966 / no 5, 1970 / no 8, 1972 / no 5-6, 1989 ;
- Tel Quel, no 10, (huit poèmes, traduction de Roger Caillois, Paris, Été 1962 ;
- Poésie vivante en Argentine, Le Cormier, 1962 ;
- Rencontre, no 160, 1967 ;
- Asphalte, no 3, 1967 ;
- Dire, no 6, 1968 ;
- Clefs pour le spectacle, no 9, 1971 ;
- Marginales, no 144-145, Bruxelles, 1972 ;
- America libre, Seghers, 1976 ;
- Anthologie de la poésie latino-américaine contemporaine, Publisud, 1983 ;
- Question de, « Poésie-L'alphabet de lumière », traduction de Roger Munier, Paris, 1984 ;
- Nulle part, no 5, « La poésie, la poésie, la réalité », traduction de Fernand Verhesen, éditions Les Cahiers des Brisants, Mont-de-Marsan, 1985 ;
- Poésie 85, no 6, 1985
- Poésie 90, no 35, 1990 ;
- Poésie, no 34, dix poèmes extraits de Neuvième Poésie Verticale, traduction de Roger Munier, Paris, 1985, (en bilingue) ;
- Recueil, cinq poèmes, traduction de Roger Munier, Paris, 1986, (en bilingue) ;
- Europe, no 690, 1986 ;
- Nouvelle revue française, no 420, douze poèmes, traduction de Roger Munier, 1988 / no 460, 1991 ;
- Phréatique, langage et création, deux poèmes manuscrites et entretien avec Ilke Angela Maréchal: Roberto Juarroz ou la vision du troisième terme, no 58-59, 1991;
- L'Autre, no 1, 1990 / no 4, « Culture, poésie et écologie ». Traduction par l'auteur et Michel Camus, Paris, 1992 ;
- Sud, onze poèmes, traduction de Roger Munier, présentation de Salah Stétié, Marseille, 1992 ;
- Poésie argentine du XXe siècle, Patiño, 1996.

## Récompenses et distinctions
- 1984 : Prix de la Fondation Argentina para la Poesía
- 1984 : Premio Esteban Echeverría
- 1992 : Prix Jean Malrieu, Marseille
- 1992 : Prix de la Biennale Internationale de Poésie, Liège
- 1994 : Grand Prix d'honneur de l'union des écrivains argentins

## Vertige vertical
Vertige Vertical est un spectacle conçu d'après des textes de Roberto Juarroz, créé en France, qui a reçu le Label « Sélection Printemps des Poètes ».
Il s'agit de poèmes choisis dans la « Poésie verticale » de Roberto Juarroz, interprétés par deux comédiennes, Pascale Chemin et Cécile Magnet. Nicolas Judéléwicz a composé une musique originale à couleur électronique. C'est un voyage au cœur d'une réflexion poétique sur l'homme et l'univers.
Ce voyage électro-poétique dure une heure. Il mélange les voix en direct des comédiennes en français et celle pré-enregistrée de Roberto Juarroz, en espagnol et en français (retrouvée dans les archives de la phonothèque de l’INA).
Vertige Vertical a été joué à plusieurs reprises en 2004 à Paris et a été diffusé sur France Culture pendant tout le mois d'août 2004, par petits modules, dans le cadre de la grille de programme de l'été.
En 2005, L'Orangerie de Cachan a organisé quatre concerts de Vertige Vertical, autour de l'exposition du plasticien argentin Julio Le Parc.